# Ufuk Akyol
Ufuk Akyol (Ravensburg, 27 agosto 1997) è un calciatore turco, centrocampista dell'Esenler Erokspor, in prestito dal Konyaspor.

## Caratteristiche tecniche
È un centrocampista difensivo.

## Carriera
Cresciuto nel settore giovanile di Stoccarda ed Heidenheim, ha iniziato la propria carriera professionistica nel 2016 con il Fatih Karagümrük nella terza serie turca. Nel 2019 è stato acquistato dall'Antalyaspor con cui ha esordito in Süper Lig il 18 agosto disputando l'incontro vinto 1-0 contro il Göztepe.